# 乔瓦尼·莫雷诺
乔瓦尼·安德烈斯·莫雷诺·卡多纳（西班牙語：Giovanni Andrés Moreno Cardona，發音：[ɟʝoˈβani moˈɾeno]；1986年7月1日—）是前哥伦比亚职业足球运动员，前国脚，司职攻击中场，已退役。

## 生平
莫雷诺最初在家乡的乙级球队恩維加多效力，帮助球队打入哥伦比亚甲级联赛，之后被国内豪门国民竞技签入。2010年7月，莫雷诺转会阿根廷劲旅竞赛俱乐部，民族队从其75%产权中获得了430万美元转会费。他在竞技俱乐部身披10号球衣，成为球队的进攻组织核心。
2012年6月，莫雷诺转会中超上海申花，签订了2+2最长四年的合同。2017年7月8日，中超联赛第16轮，江苏苏宁主场2-2战平上海申花，莫雷诺打入2球帮助上海申花从客场带走1分。莫雷诺在中超联赛的进球数达到44个，从而超越谢晖成为上海申花在中国顶级联赛中进球最多的球员。2017年11月24日，莫雷诺作为队长随上海申花队获得足协杯冠军。2019年4月7日，中超联赛第4轮，上海申花主场5-1大胜北京人和，莫雷诺首开纪录，使得其在加盟上海申花队的七年中共打进了65球，超越谢晖的64球，成为了上海申花历史总射手榜第一名。

## 荣誉

### 俱乐部
- 上海绿地申花
  - 中国足协杯：2017，2019